# Bundesstraße 431
Pour les articles homonymes, voir Route 431.
La Bundesstraße 431 est une Bundesstraße du Land de Schleswig-Holstein et de Hambourg.

## Situation et accès
La B 431 commence dans le quartier de Hambourg-Altona-Nord au croisement avec la Bundesstraße 4 à proximité immédiate de la Holsten-Brauerei. Elle mène vers l'ouest par l'autoroute A 7 (sortie d'autoroute 28 Hambourg-Bahrenfeld) à travers l'Elbvororte dans l'arrondissement d'Altona, dont elle forme l'axe de circulation principal, jusqu'à Wedel (Schleswig-Holstein).
Entre Sülldorf et Rissen, elle est aménagée en autoroute depuis novembre 1984 (avec une limitation de vitesse maximale de 80 km/h) et est parallèle à la ligne 1 de la S-Bahn de Hambourg. Cet itinéraire est connu sous le nom de "Rissen Canyon". Il soulage le trafic de transit de Rissen.
La B 431 mène vers le nord à travers les rues étroites de la vieille ville de Wedel en passant par Holm, Heist et Moorrege. Peu après, après le franchissement du Pinnau à Uetersen, elle se courbe vers l'ouest, puis continue vers le nord dans le geest. Elle atteint Elmshorn en passant par Groß Nordende et Klein Nordende.
La B 431 se dirige maintenant vers l'ouest jusqu'à Glückstadt dans l'arrondissement de Steinburg et continue sur le barrage de la Stör jusqu'à Brokdorf. Au nord de Sankt Margarethen, la route rejoint la Bundesstraße 5. L'ancienne route commune des Bundesstraßen 5 et 431 jusqu'à Bekdorf est abandonnée il y a quelques années et la B 431 entre Bekdorf par Hochdonn jusqu'à Nindorf. La B 431 mène désormais de Meldorf (B 5) par Nindorf à la jonction d'autoroute d'Albersdorf sur l'A 23.

## Historique
La Bundesstraße 431 n'est établie que dans les années 1970, bien que les routes associées fussent construites en tant que routes artificielles (chaussées) dès le XIXe siècle. La section entre Uetersen et Elmshorn est basée sur une ancienne route militaire du XIIe siècle. La section la plus à l'ouest de la route entre Meldorf et Itzehoe est construite en 1855 et est ensuite interrompue par le canal de Kiel.